# Enterobacter bugandensis
Espèce
Enterobacter bugandensis est une espèce de bactéries gram négatives de la famille des Enterobacteriaceae. C'est une bactérie pathogène capable de développer de s'adapter à l'environnement de la Station spatiale internationale.

## Description
Les bactéries de l'espèce Enterobacter bugandensis sont des bacilles très mobiles à coloration de Gram négative et anaérobies facultatives.
Treize souches de cette espèce ont été isolées et cultivées à bord de la station spatiale ISS. L'étude de ces bactéries a montré qu'elles s'étaient adaptées à bord la station spatiale à leur nouvel environnement permettant de les différencier des souches terrestres. Ces souches « spatiales » ont au moins 112 gènes liés à la virulence, la maladie et la défense présents aussi sur les souches terrestres.

## Taxonomie
Le nom correct complet (avec auteur) de ce taxon est Enterobacter bugandensis Doijad et al. 2016.

### Étymologie
Le nom de cette espèce a son étymologie liée au lieu de prélèvement de sa souche type avec bu.gand.en’sis. N.L. masc./fem. adj. bugandensis, ce qui se réfère au Bugando Medical Center à Mwanza en Tanzanie d'où elle vient [un meilleur épithète serait peut-être: bugandonensis].

## Pathogénicité
Les bactéries de cette espèce sont reconnues comme des pathogènes humains responsables de septicémies néonatales. Elles ont été isolées après avoir infecté des enfants dans un hôpital tanzanien en 2016. Selon les modèles utilisés, elles seraient aussi infectieuses que Salmonella typhimurium. Elles sont présentes dans le tractus gastro-intestinal humain.

## Multi-résistances
Les souches bactériennes de cette espèce, présentes dans la station spatiale internationale, ont été capable de développer des mécanismes de résistance les plaçant dans le groupe des pathogènes ESKAPE, un groupe capable de résister à de nombreux agents anti-microbiens,,.